# Ереван (станция)

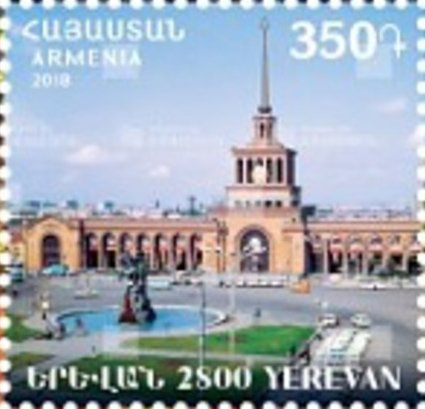
Железнодорожная станция Ереван из серии «2800 лет Еревану». Почта Армении, 2018

Ерева́н (арм. Երեվան) — железнодорожная станция в столице Армении городе Ереване, на площади Давида Сасунского. Рядом расположены станция Ереванского метрополитена «Сасунци Давид», а также локомотивное и вагонное депо.

## История
В 1902 году через Эривань прошла первая железнодорожная линия, соединившая его с Александрополем (Гюмри) и Тифлисом, в 1908 году вторая линия соединила город с Джульфой и Иранской Джульфой (1914).
Нынешнее здание вокзала построено в 1956 году. Архитектор Эдмонд Тигранян, годы строительства 1952—1955 гг. В процессе строительства из-за критики Хрущёвым строителей, у вокзала не построили башню. Только через 10 лет, в 1965 году башню окончательно возвели. У вокзала была одна интересная особенность: для удобства пассажиров время на главных часах было московским.
31 июля 2009 года на вокзале был открыт музей железной дороги Армении.
В 2010 году проведена реконструкция вокзального комплекса. В ходе проведения ремонтных работ был отреставрирован его интерьер, заменены различные коммуникации. Впервые появились жидкокристаллические экраны со справочной информацией для пассажиров. Помимо этого, в связи с существенным увеличением пассажиропотока, а также с необходимостью обеспечения комфортных условий при покупке билетов, было решено разделить помещения на залы для междугородных и международных сообщений. Для того чтобы дизайн залов не нарушал общий архитектурный стиль, при отделке помещений использовались натуральные и искусственные материалы, идентичные первоначальным. В здании вокзала построены гостиничные номера для размещения в них как работников железной дороги, так и пассажиров.

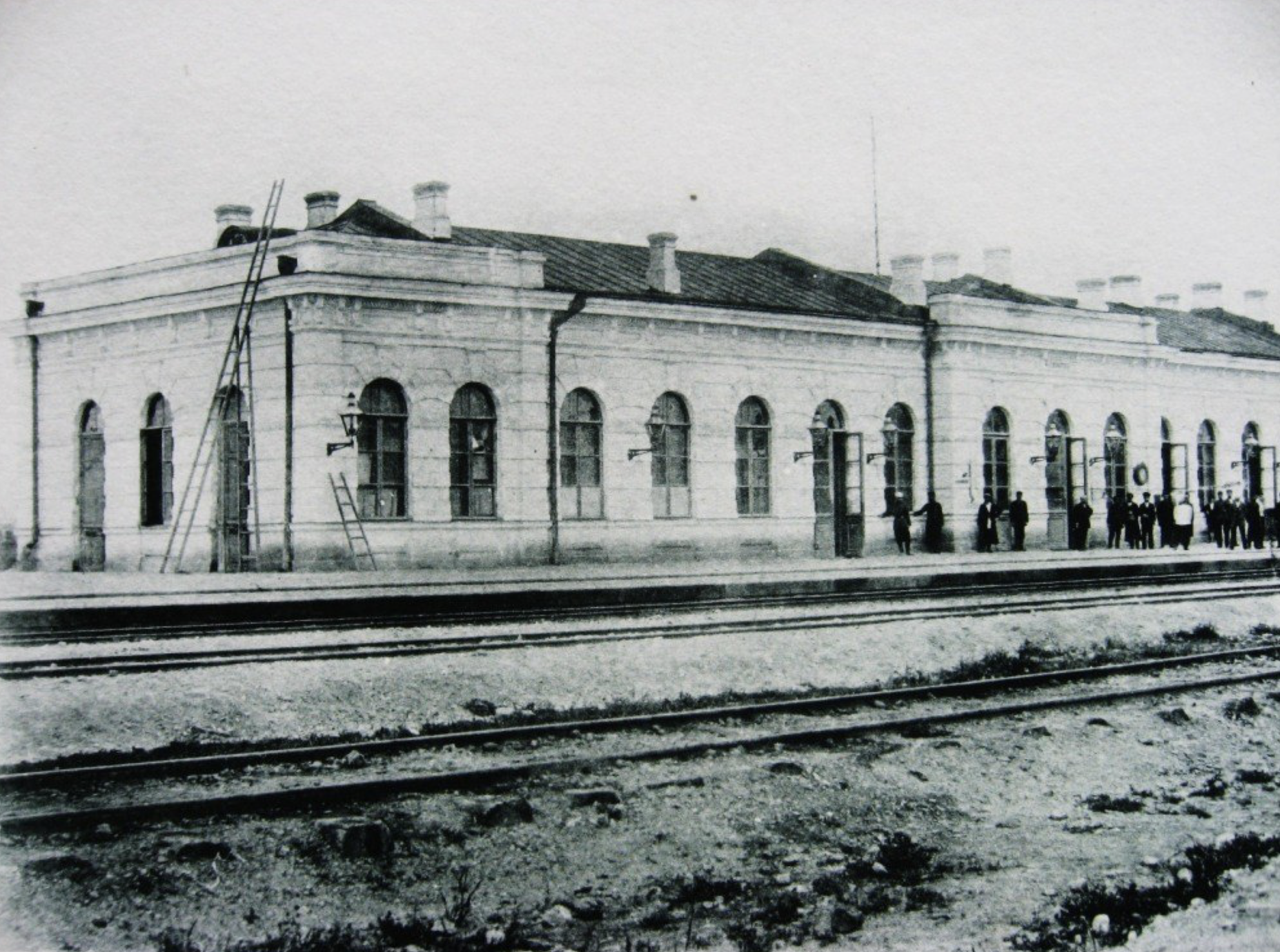
Здание вокзала в начале XX века
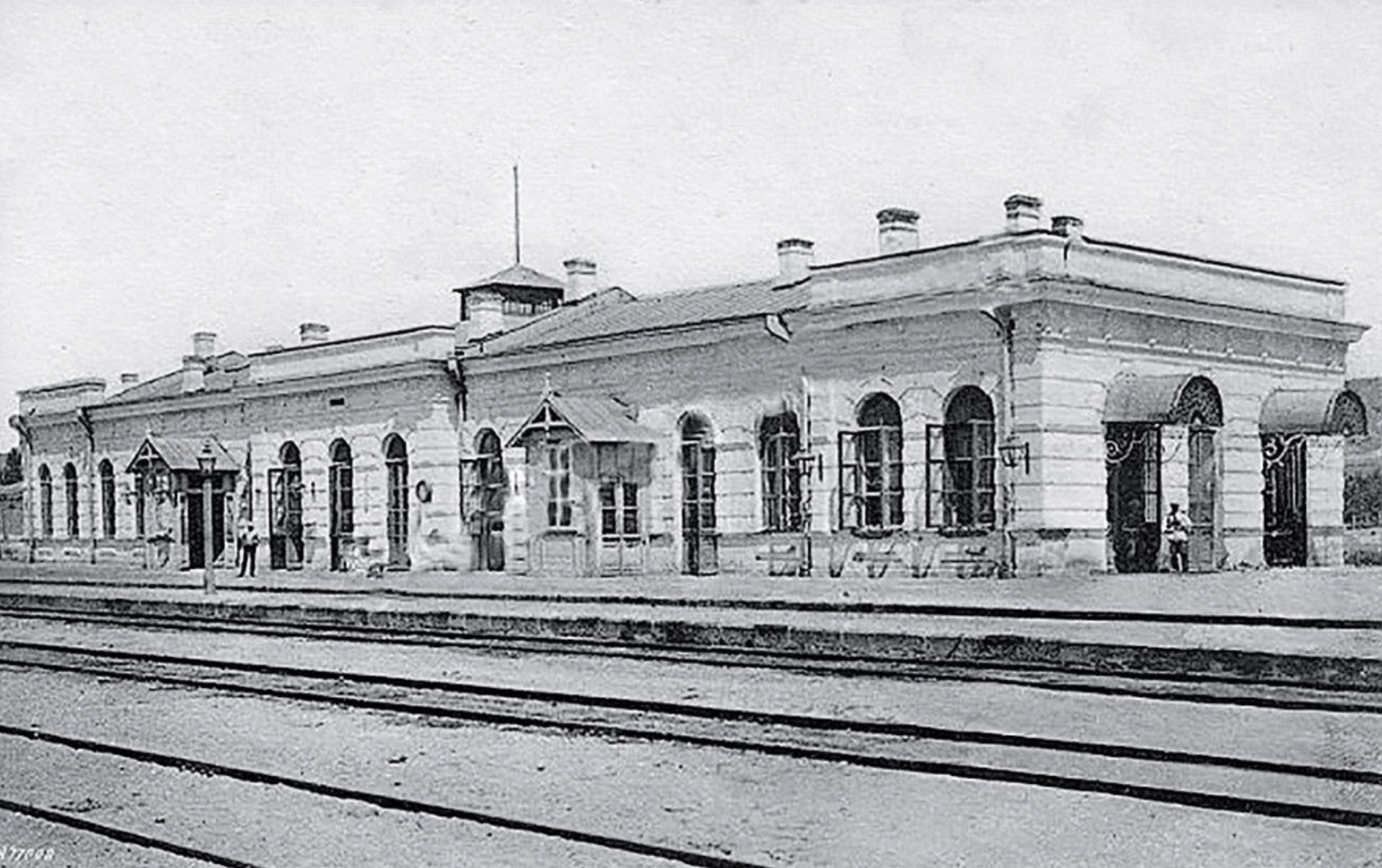
Здание вокзала в 1912 году
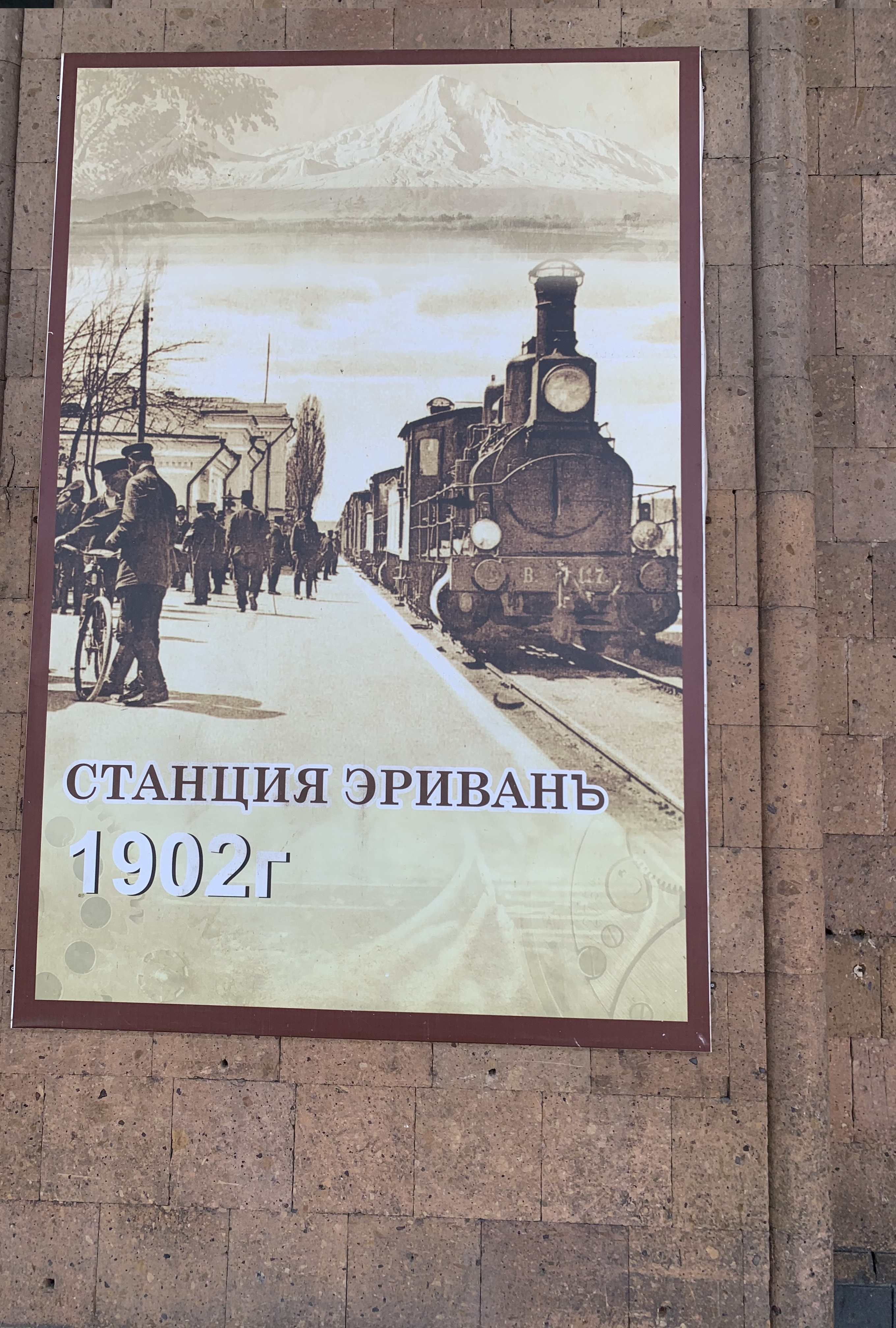
Исторический плакат
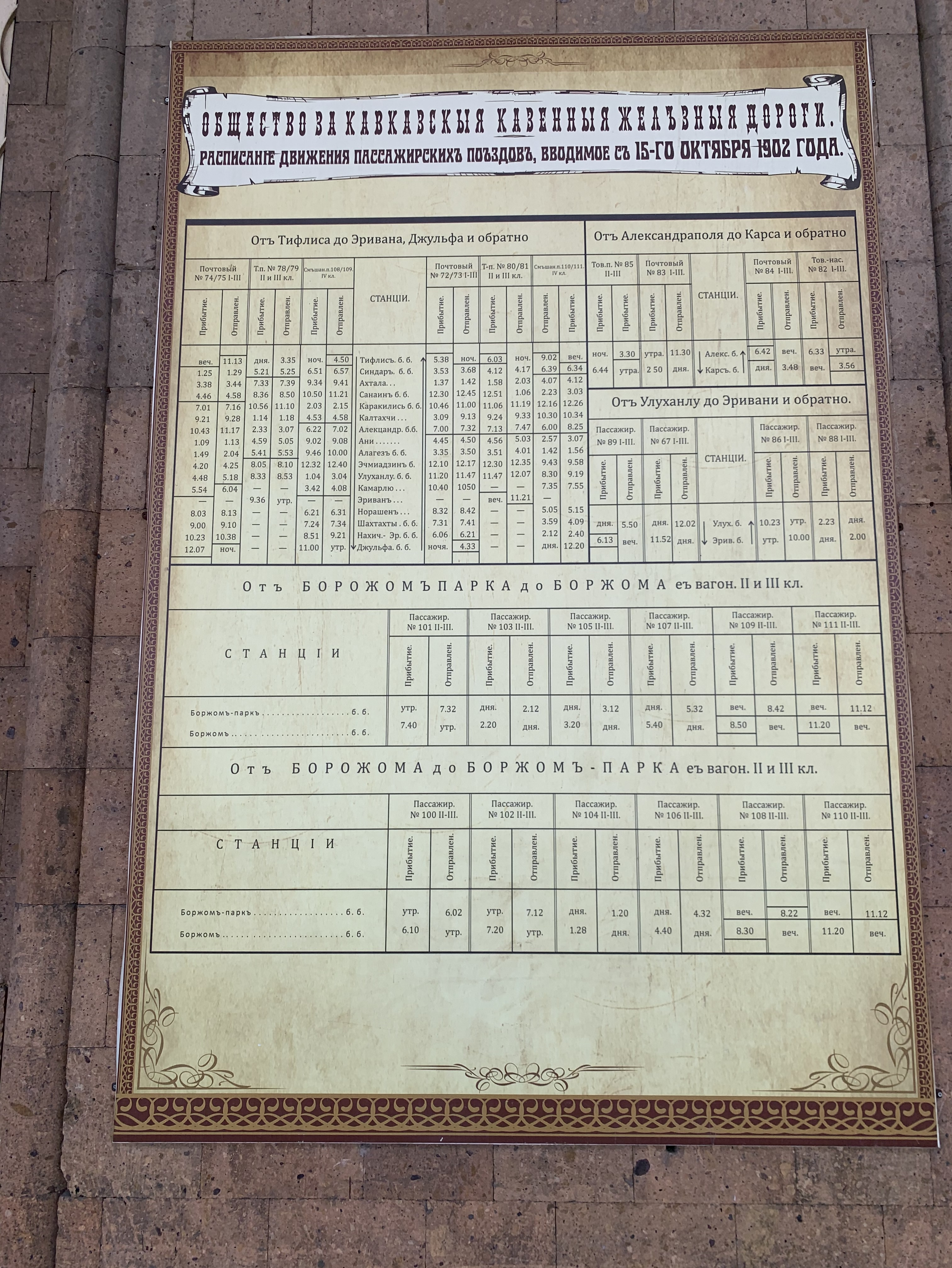
Расписание начала XX века

## Маршрутная сеть

### Поезда дальнего следования
| №       | Маршрут          | Периодичность курсирования | Цена билетов                                     |
| ------- | ---------------- | -------------------------- | ------------------------------------------------ |
| 201/202 | Ереван — Батуми  | Ежедневно, летний          | 6-15 тысяч драмов в зависимости от класса вагона |
| 371/372 | Ереван — Тбилиси | Чётные, зимний             | 8-17 тысяч драмов в зависимости от класса вагона |

### Пригородные поезда
Пригородное сообщение представлено электропоездами серии ЭР2, кроме экспресс-маршрутов №№ 100/101 и 102/103, обслуживаемых составами ЭП2Д-0001 и -0003:
| Маршрут        | Интенсивность сообщения (пар рейсов) | Стоимость проезда                 |
| -------------- | ------------------------------------ | --------------------------------- |
| Ереван — Гюмри | 5                                    | 1000 драм (ЭР2), 2500 драм (ЭП2Д) |
| Ереван — Аракс | 1                                    | 600 драм                          |
| Ереван — Ерасх | 1                                    | 600 драм                          |

Все пригородные поезда, отправляющиеся от станции Ереван, курсируют ежедневно.
С центрального вокзала отправляются большинство пассажирских поездов. Все летние поезда, идущие на северо-восток, в сторону Севана отправляются с платформы Алмаст, которая расположена на северной окраине города.

## В нумизматике
Вокзал станции Ереван стал одним из немногих случаев изображения железнодорожных станций на денежных знаках в мире. Вид на вокзал с площади Давида Сасунского изображался на банкноте номиналом 10 армянских драм 1993—2004 годов.

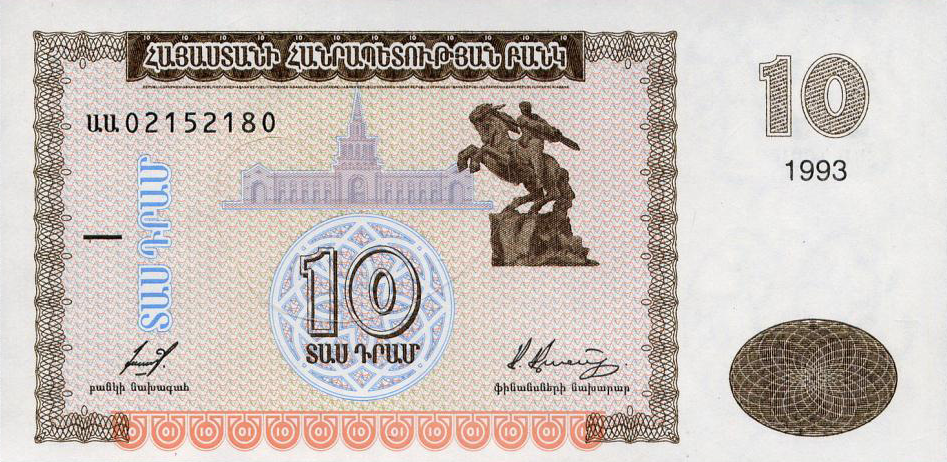

## Галерея

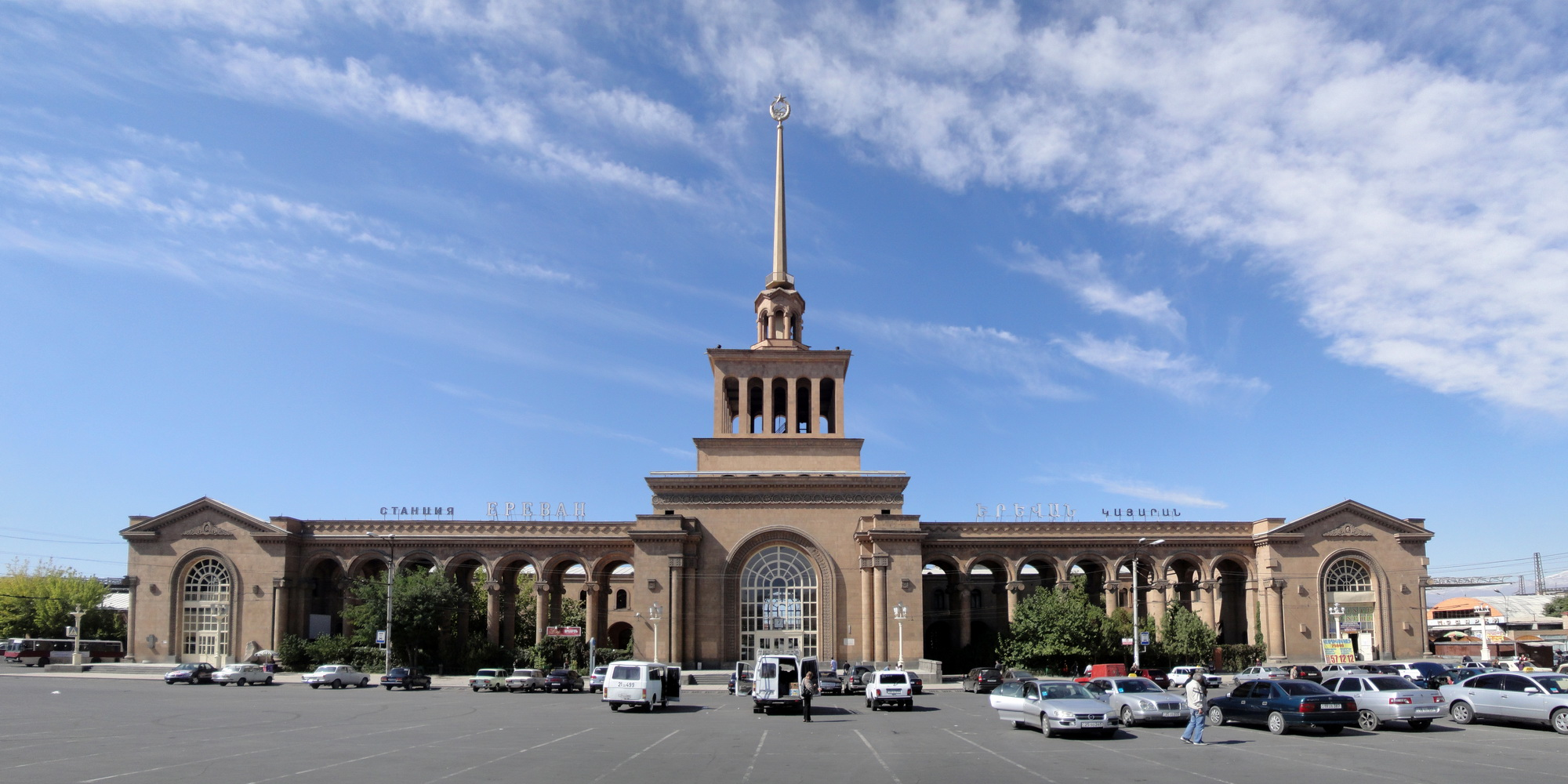
Общий вид станции
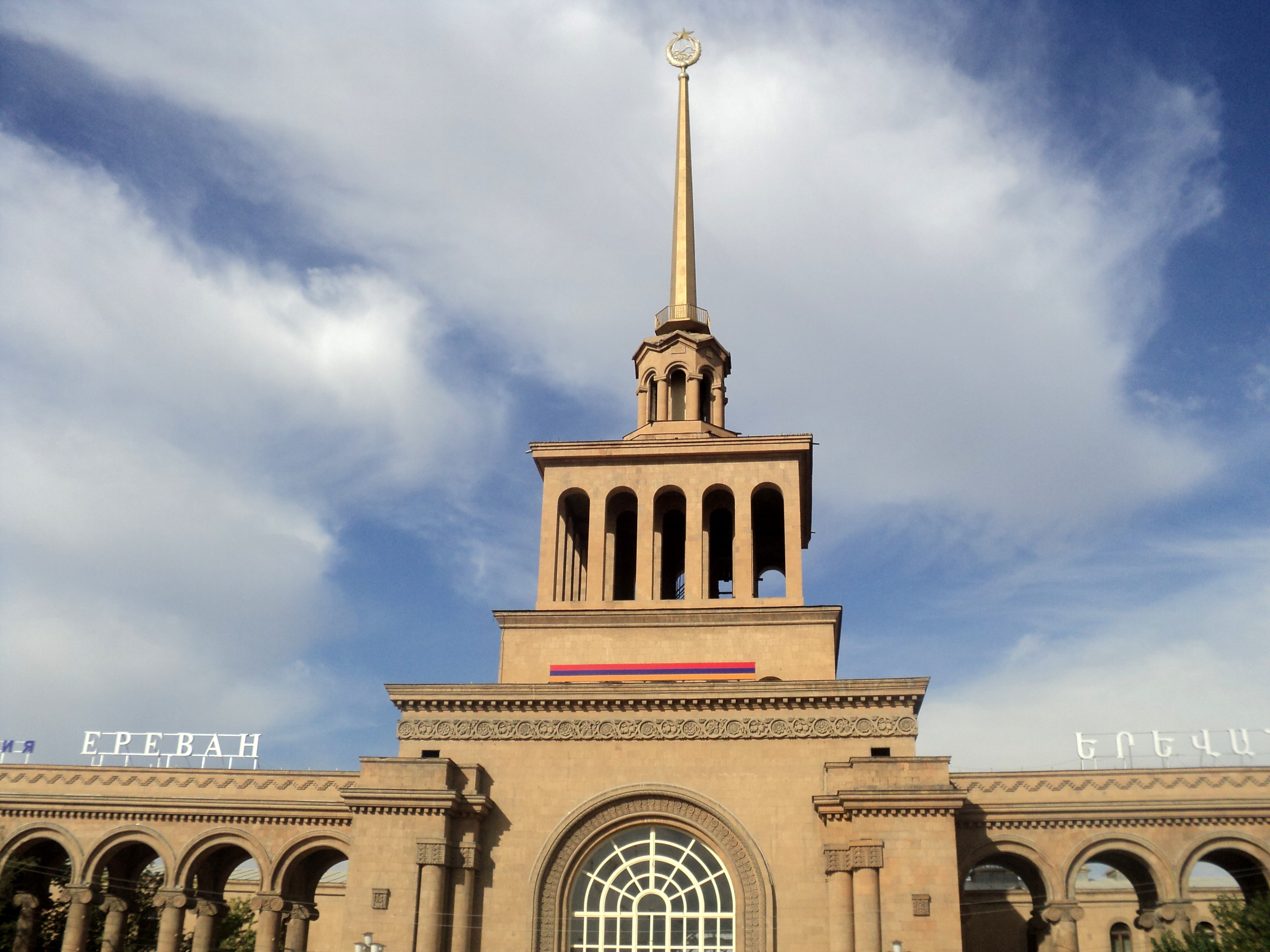
Вид шпиля
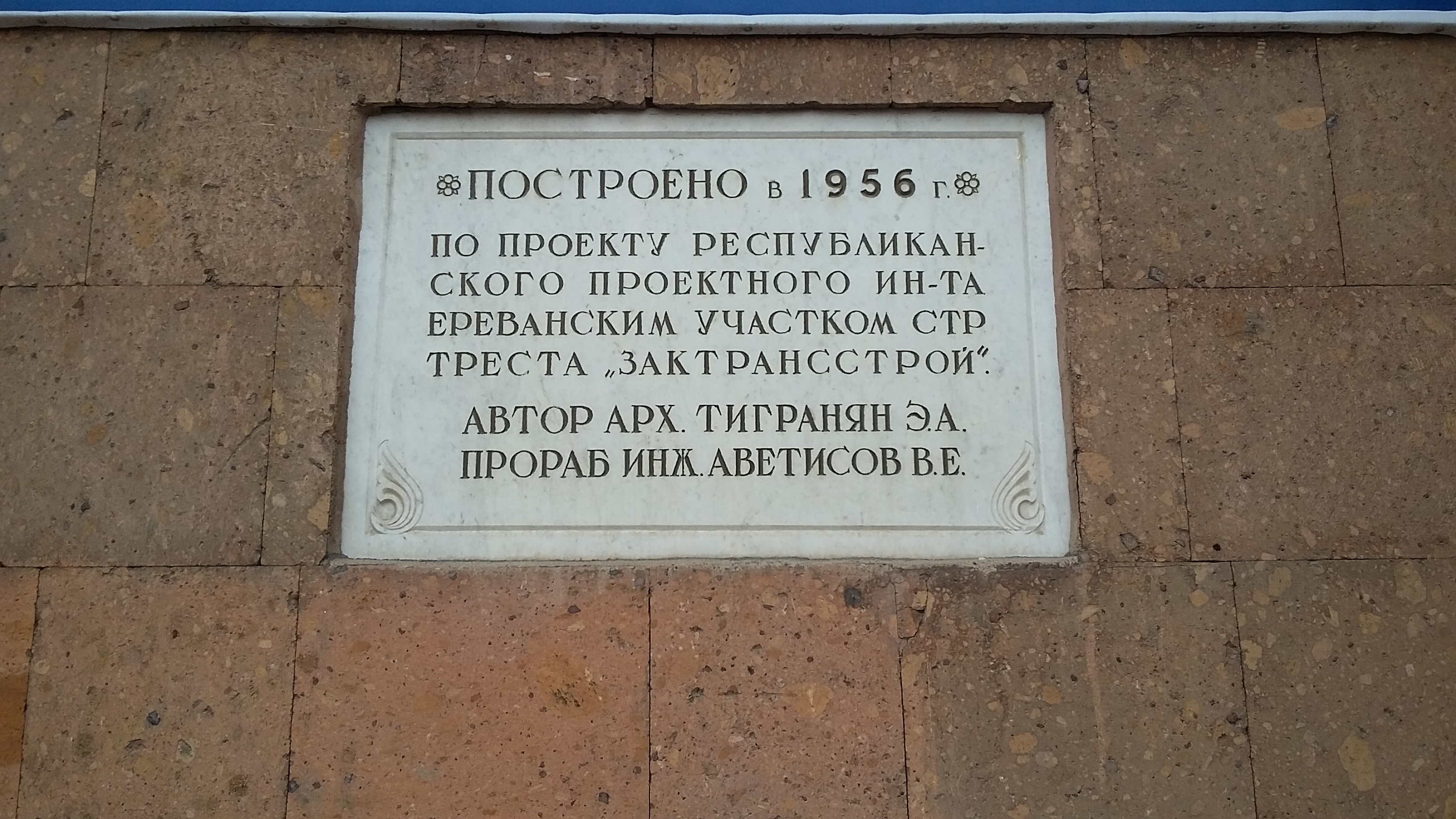
Внутри станции
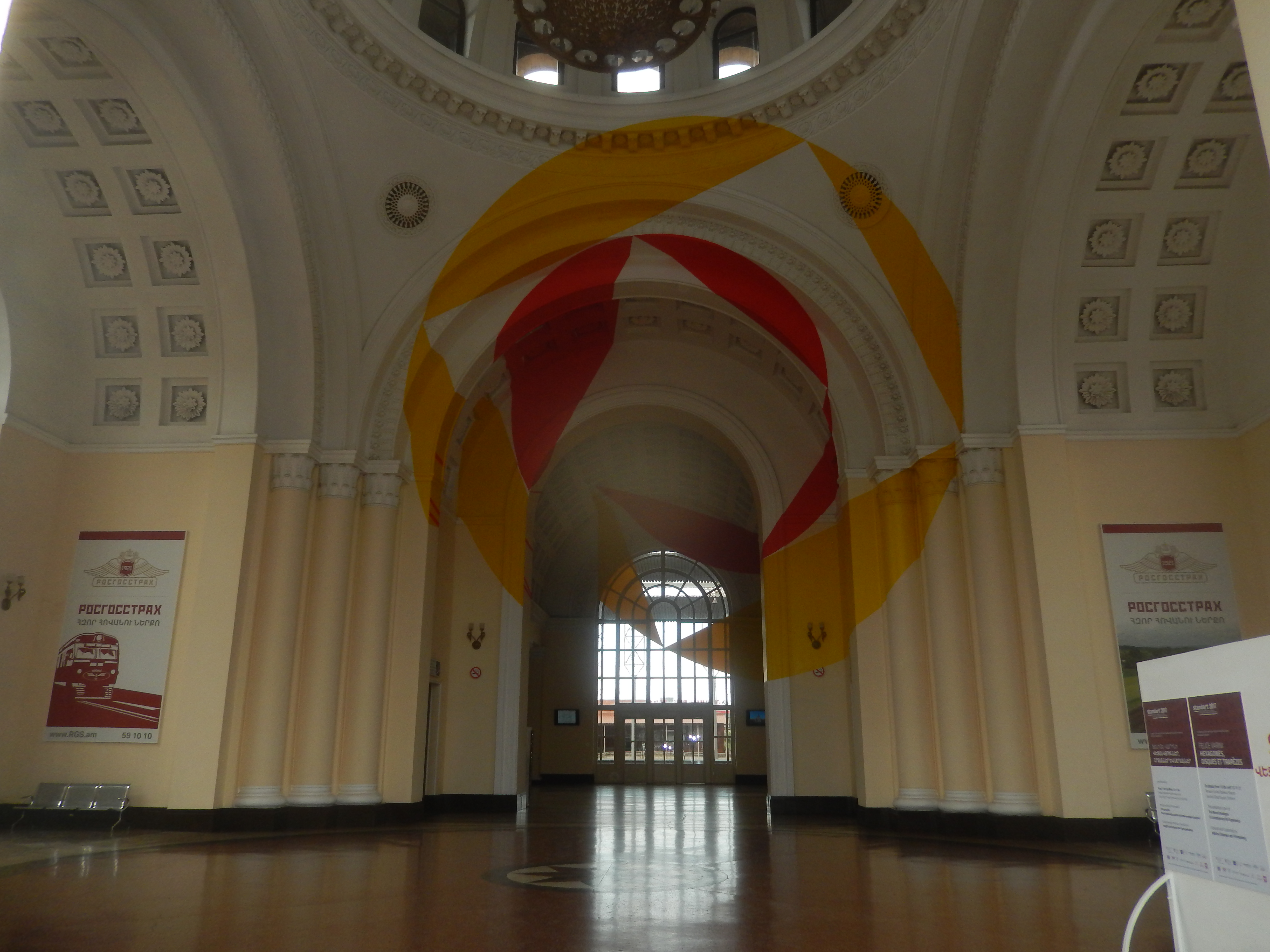
Внутри станции
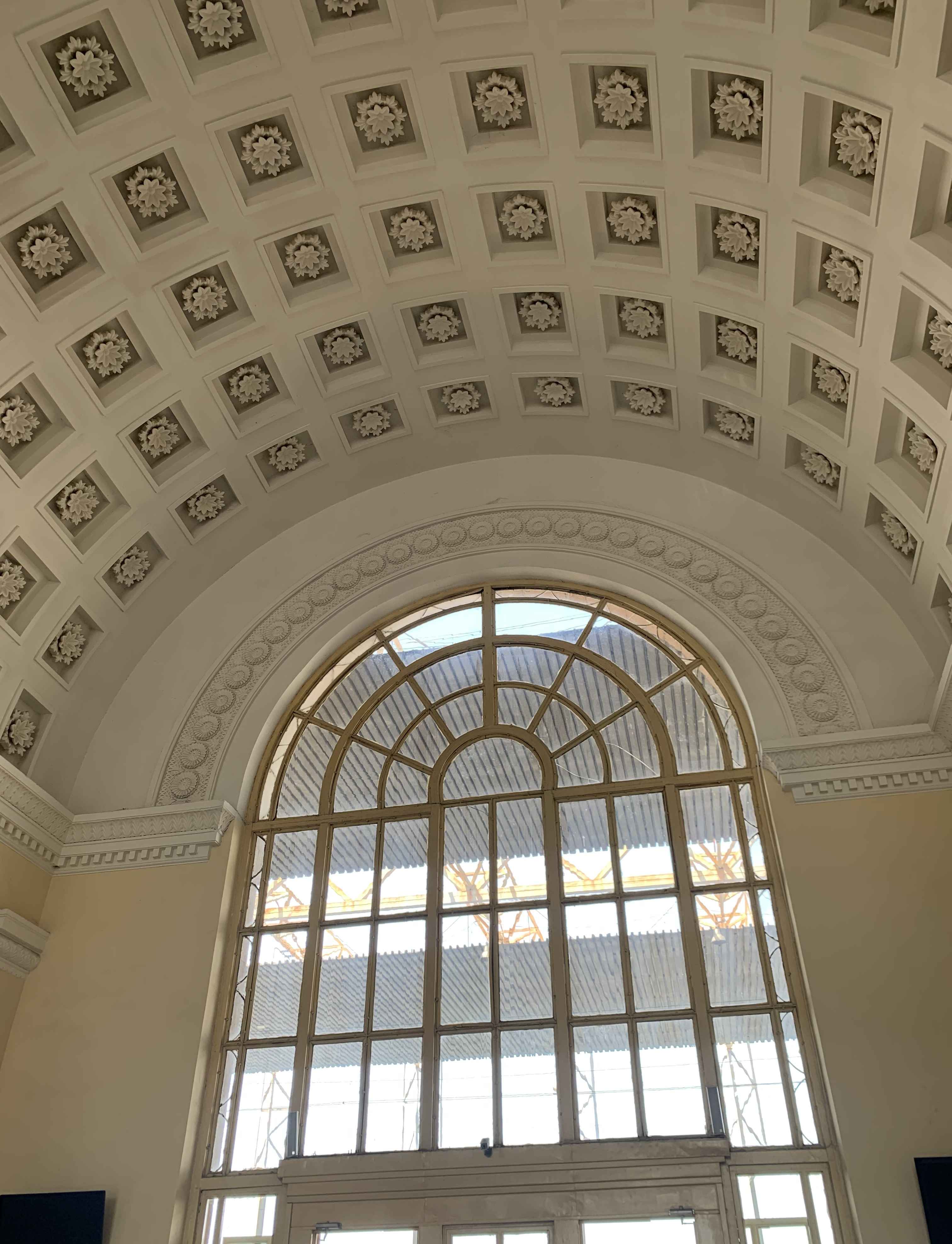
Центральная часть
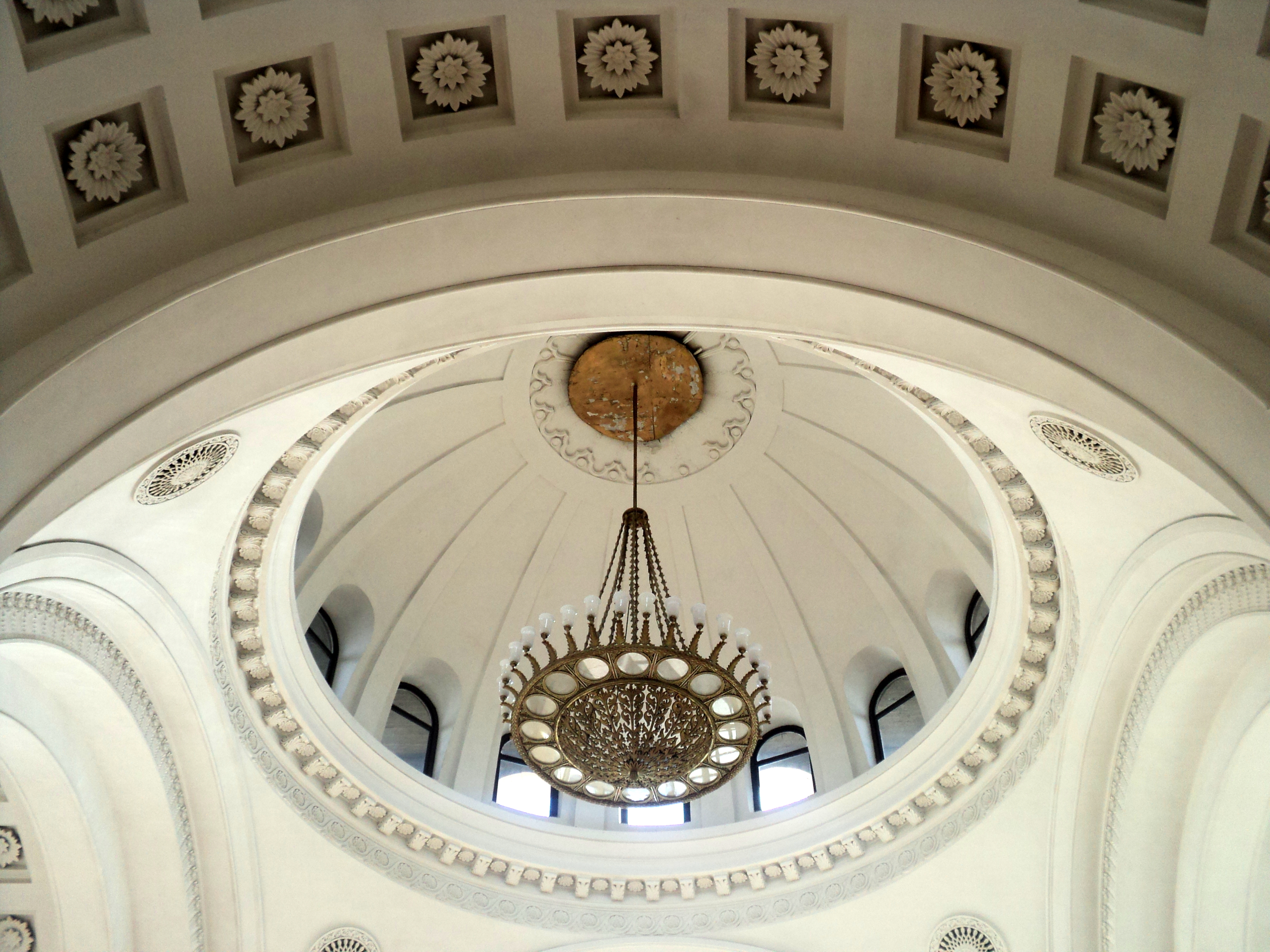
Внутри станции
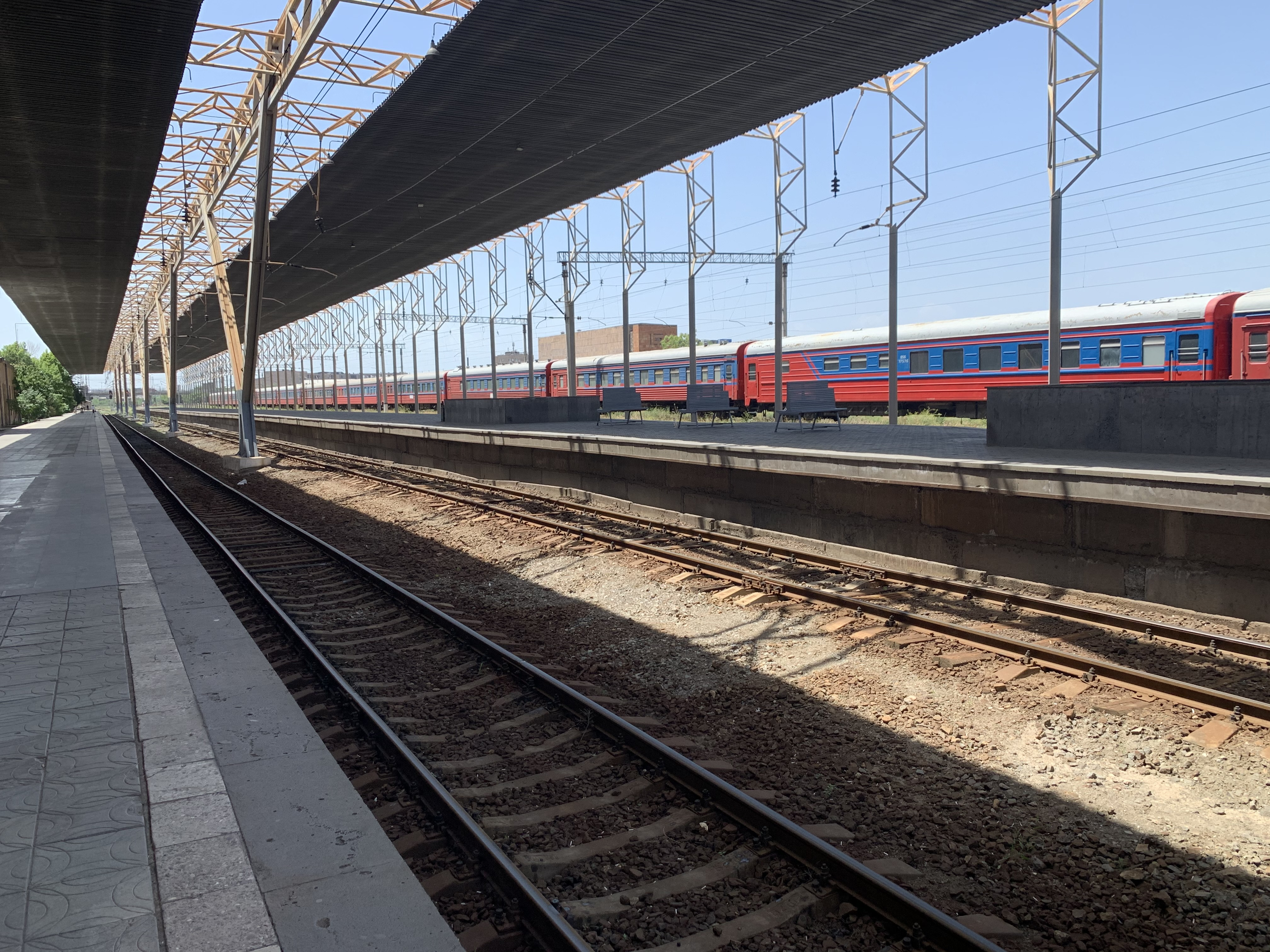
Одна из платформ
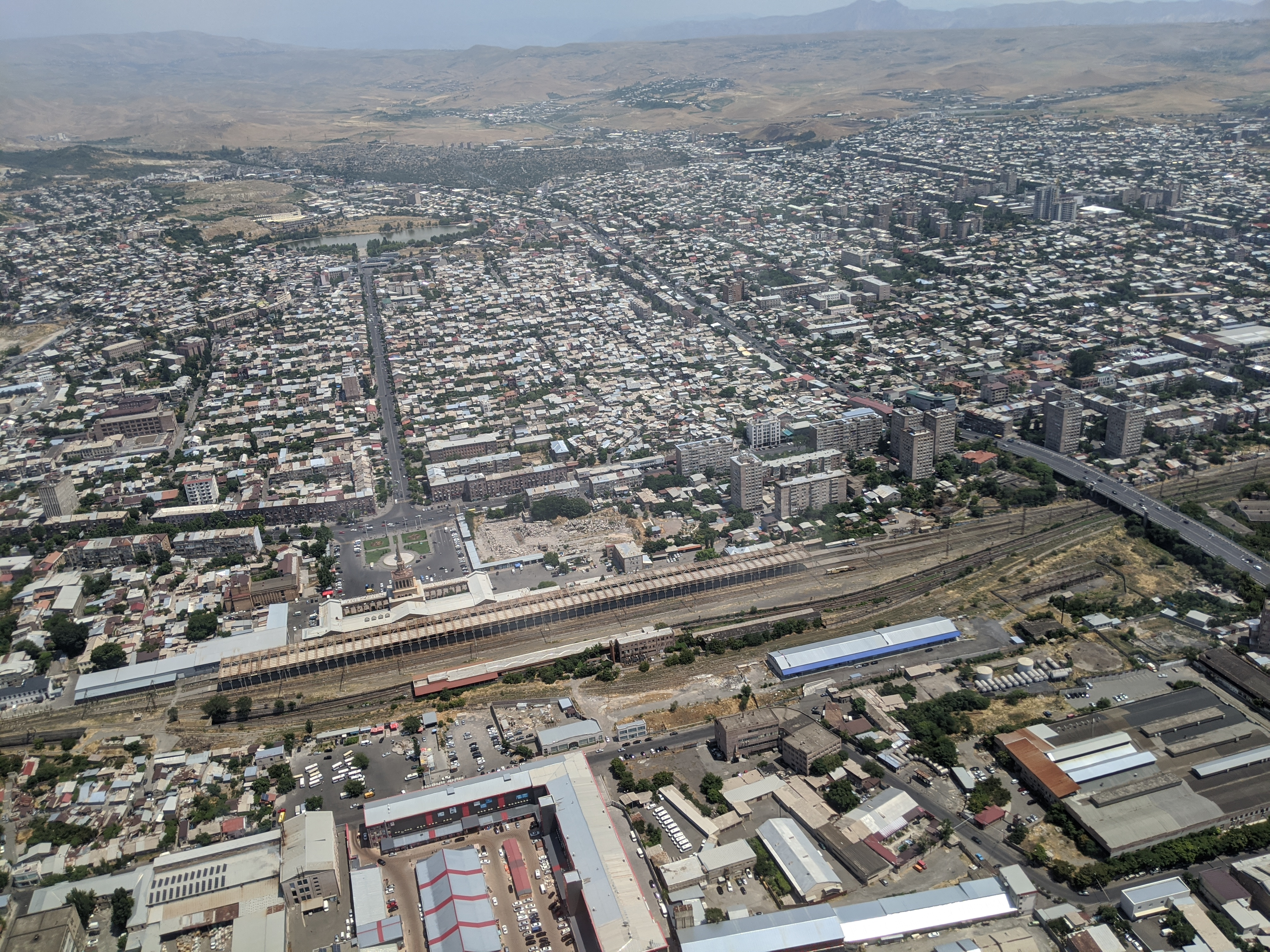
Вид с высоты
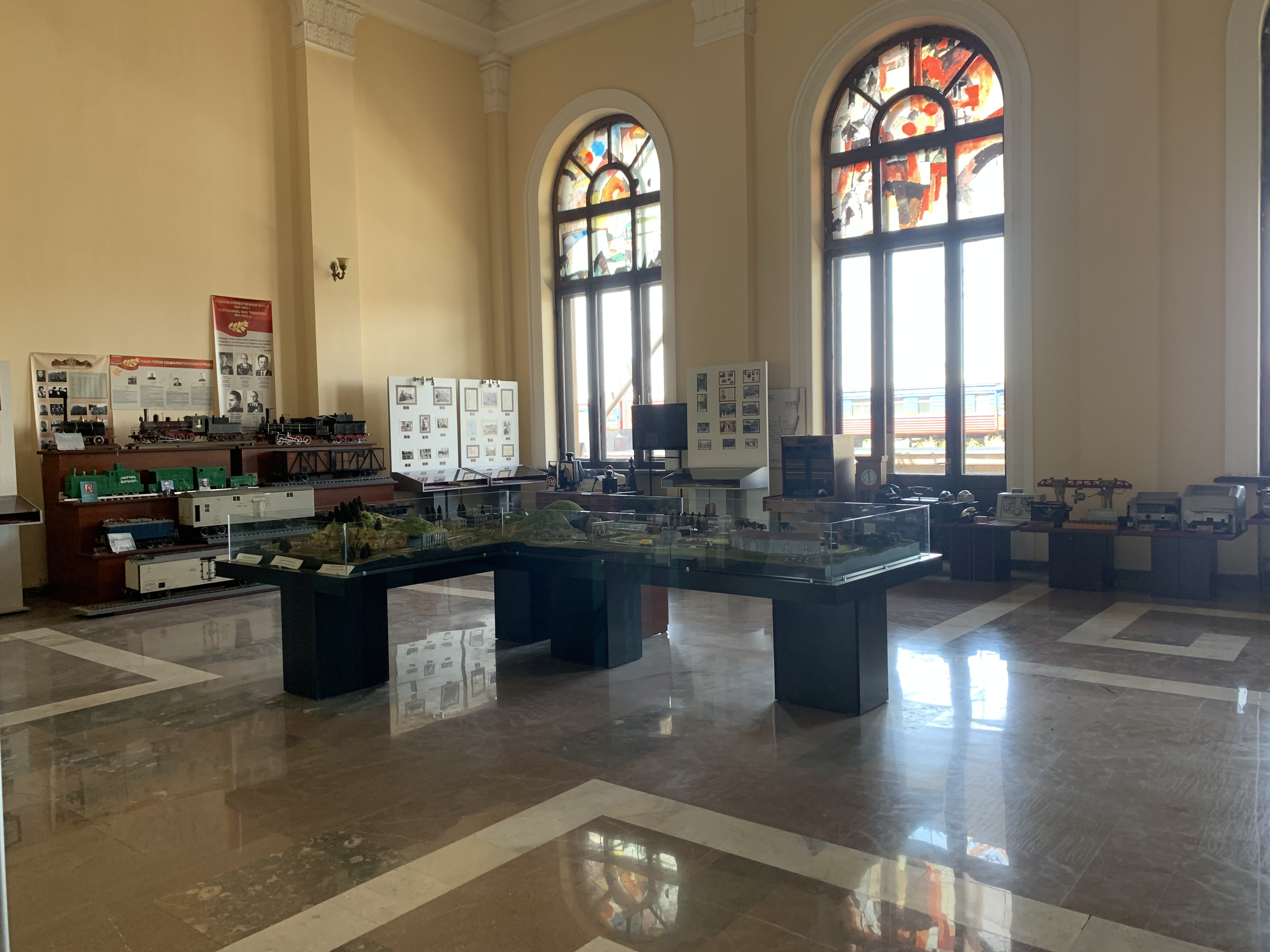
Музей истории железной дороги
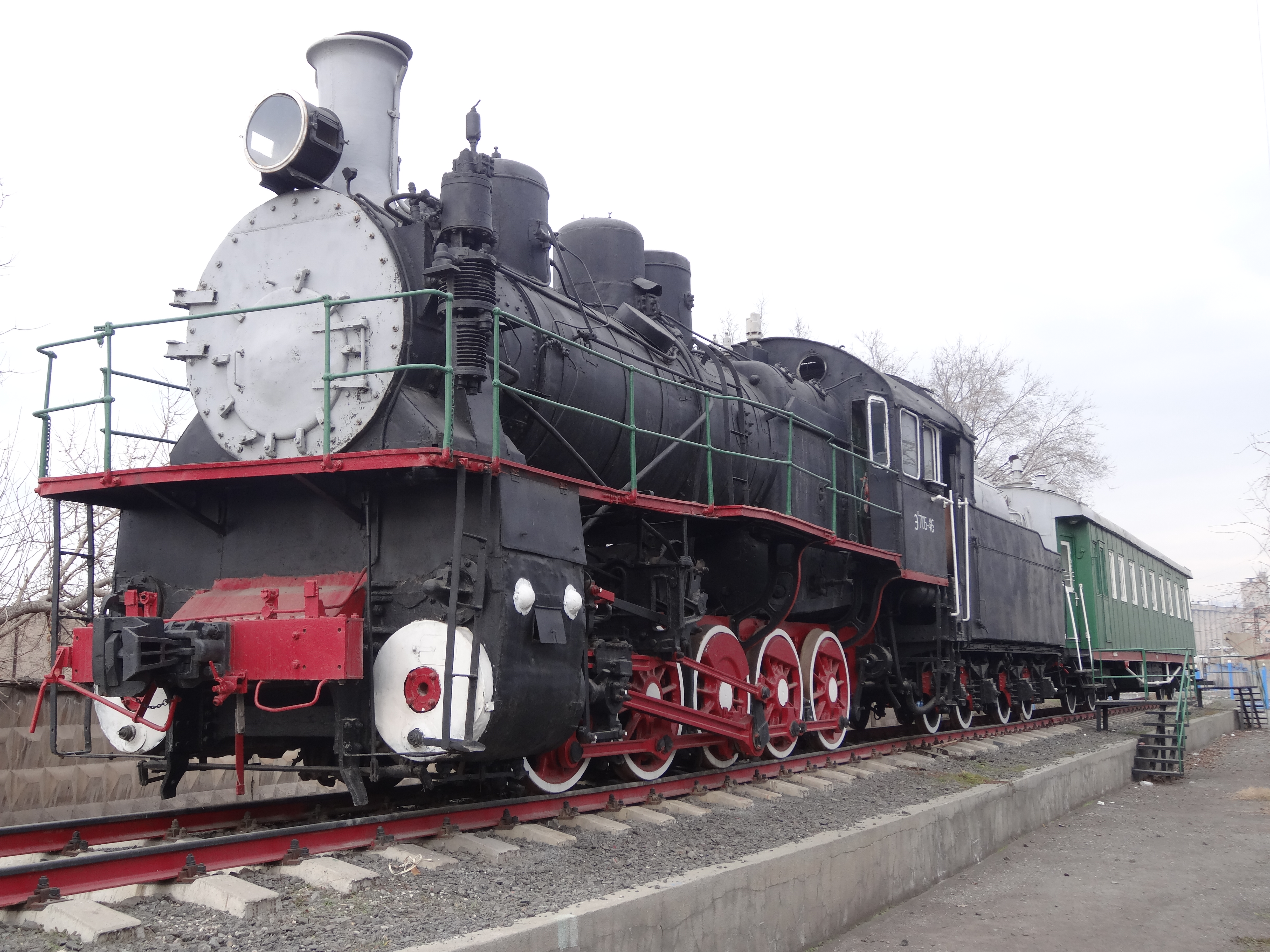
Паровоз ЭШ705-46 с вагоном